# 상수 (서진)
상수(向秀, ? ~ ?)는 중국 삼국 시대 위나라와 서진의 문인으로, 자는 자기(子期)이며, 하내군(河內郡) 회현(懷縣) 사람이다.

## 생애
죽림칠현(竹林七賢) 중 한 사람이며, 혜강(嵆康), 여안(呂安)과 친분이 깊었다. 노장사상을 숭상하여 도가서인 《장자(莊子)》에 주석을 단 《장자주(莊子洼)》를 저술하였으며, 《주역(周易)》에 주석을 달기도 했다.
262년, 혜강과 여안이 처형을 당하자, 군(郡)의 초빙을 받아 상계리(上計吏)에 올랐으며, 이후 산기시랑(散騎侍郎) · 황문시랑(黄門侍郎) · 산기상시(散騎常侍)를 역임하였으나 재직 중에 병사했다.
저서로는 《사구부(思舊賦)》가 있다.